# Chatham Railroad of New Brunswick
Die Chatham Railroad of New Brunswick war eine Eisenbahngesellschaft in der kanadischen Provinz New Brunswick. Sie wurde am 1. August 1876 zunächst als Chatham Branch Railway gegründet und eröffnete 1887 ihre Stichstrecke nach Chatham. Sie zweigt in Chatham Junction (heute Nelson Junction) von der Intercolonial Railway ab und führt über 13,2 Kilometer nach Chatham. 1888 erfolgte die Umbenennung der Bahngesellschaft in Chatham Railroad of New Brunswick. Bereits drei Jahre später, 1891, ging die Gesellschaft in der Canada Eastern Railway auf, die die Strecke nach Loggieville verlängerte. Die Strecke ist noch in Betrieb und wird durch die New Brunswick East Coast Railway bedient, der auch die frühere Intercolonial-Hauptstrecke gehört.